# John Konesky
John Konesky (Columbus, 19 novembre 1980) è un chitarrista statunitense, noto soprattutto per la sua associazione con i Tenacious D.
Suona la chitarra elettrica con i Tenacious D, e ha suonato con loro in Nord America, Europa e Australia. Ha suonato al Reading e Leeds Festival coi Tenacious D nel 2008. Konesky è apparso nel film del 2006 Tenacious D: The Pick of Destiny. Attualmente ha recitato in un web show dal titolo "Guitarings" con Kyle Gass.

## Strumenti

### Chitarre
- BC Rich Mockingbird Exotic Classic (Koa)
- BC Rich Mockingbird Exotic Classic (Spalted Maple)
- BC Rich Mockingbird (Handbuilt)
- 1977 Ibanez 2405 personalizzata Agent.
- 1995 Gibson Les Paul Standard.
- BC Rich Mockingbird NJ.
- Froggy inferiore H12C
- Seagull Coastline Parlour
- Seagull Maritime SWS Mini-Jumbo
- Paul Reed Smith personalizzata 22 Top Ten.
- 1970 tardivi Alvarez Yairi DY-75.
- Fender Telecaster Cabronita

### Amps
- Mesa / Boogie Stiletto Ace 2x12
- Mesa / Boogie Dual Caliber DC-5.
- 1973 Marshall Super Lead 100.
- Fender Twin 1965 Backface Reissue.
- Marshall 1960a con biglietti verdi ristampa.

### Pedali
- RMC Wizard Wah
- MXR Phase 90.
- Boss TU-2 Tuner.
- Analog Man Re di Tone V4 doppio pedale overdrive.
- Boss CS-3 Compressore / Sustainer.
- Maxon AD-999 Ritardo

### Cavi
- 30 'Cable pallottola a spirale